# Mîșkivți, Zbaraj
Mîșkivți (în ucraineană Мишківці) este un sat în comuna Starîi Vîșniveț din raionul Zbaraj, regiunea Ternopil, Ucraina.

## Demografie
Componența lingvistică a localității Mîșkivți
     Ucraineană (100%)
Conform recensământului din 2001, toată populația localității Mîșkivți era vorbitoare de ucraineană (100%).